# 维利·迈雷斯
维利·迈雷斯（法語：Willy Mairesse）是一名比利时的一级方程式赛车和跑车赛车手。他参加过13场世界一级方程式锦标赛大奖赛，登上过一次领奖台，生涯总共获得了7个锦标赛积分。迈雷斯在1968年勒芒24小时赛上发生车祸受伤并导致其职业生涯结束，一年后他在奥斯坦德的一个酒店房间里自杀。